# Ike Turner
Ike Wister Turner (5. november 1931 – 12. december 2007) var en amerikansk musiker, orkesterleder, talentspejder og pladeproducer, der var bedst kendt for sit samarbejde med sin tidligere kone, Tina Turner, i duoen Ike & Tina Turner. I denne sammenhæng opnåede han også en plads i Rock and Roll Hall of Fame i 1991.
Hans eftermæle blev noget plettet, da det i 1980'erne kom frem, at han ved flere lejligheder havde mishandlet sin kone, Tina Turner, mens de var gift. Dette kom frem i hendes selvbiografi Jeg Tina (1986) og i filmen What's Love Got to Do with It (1993).
Turner døde af en overdosis kokain 12. december 2007.